# Булгартрансгаз
„Булгартрансгаз“ ЕАД e българско държавно предприятие за тръбопроводен транспорт със седалище в София. То е дъщерна компания на Български енергиен холдинг и се занимава основно със съхранение и пренос на природен газ. Компанията е собственик и оператор на голяма част от газовата инфраструктура на територията на страната, която включва мрежа за пренос на газ за местно потребление, мрежа за транзитен пренос на газ и подземното газохранилище „Чирен“. Булгартрансгаз изпълнява необходимите действия за осъществяване на проекта „Балкански поток“.
Към 2023 г. в „Булгартрансгаз“ работят 980 служители, обемът на приходите е 963 милиона лева – най-големият за транспортно предприятие в България, а печалбата е 212 милиона лева.

## История
На 15.01.2007 г. Софийски градски съд вписва преобразуването на „Булгаргаз“ ЕАД в „Булгаргаз Холдинг“ ЕАД, в чийто състав са включени „Булгартрансгаз“ ЕАД, „Булгаргаз“ ЕАД и „Булгартел“ ЕАД. Едноличен собственик на капитала на трите дъщерни дружества „Булгаргаз-Холдинг“ ЕАД. На 18.09.2008 г. с Решение на Министъра на икономиката и енергетиката „Булгаргаз Холдинг“ ЕАД се преименува в „Български Енергиен Холдинг“ ЕАД (БЕХ ЕАД).